# Félicité Thösz
Albums de Magma
Ëmëhntëhtt-Rê
(2009) Mythes et Légendes : Epok V
(2013)
Félicité Thösz est le onzième album du groupe Magma, paru en juin 2012 chez le label Seventh Records.

## Informations
Félicité Thösz est un morceau composé en 2001/2002 par le batteur/compositeur Christian Vander, mais seulement joué par le groupe à partir de 2009. Il contient des paroles en français (ce qui n’est pas courant dans la discographie du groupe) en plus de paroles chantées en kobaïen, langue inventée par Christian Vander. 
À l'origine, « Les hommes sont venus », deuxième morceau de l’album, est un titre interprété en 1992/1993 par « Les Voix » de Magma et en 1995 pour les 25 ans du groupe. Le morceau s’appelait alors « Tous ensemble ».

## Liste des titres
| No  | Titre                        | Durée |
| --- | ---------------------------- | ----- |
| 1.  | Félicité Thösz : 01 - Ëkmah  | 02:39 |
| 2.  | Félicité Thösz : 02 - Ëlss   | 01:11 |
| 3.  | Félicité Thösz : 03 - Dzoï   | 02:27 |
| 4.  | Félicité Thösz : 04 - Nüms   | 01:51 |
| 5.  | Félicité Thösz : 05 - Tëha   | 05:15 |
| 6.  | Félicité Thösz : 06 - Waahrz | 04:03 |
| 7.  | Félicité Thösz : 07 - Dühl   | 01:19 |
| 8.  | Félicité Thösz : 08 - Tsaï ! | 03:41 |
| 9.  | Félicité Thösz : 09 - Öhst   | 04:53 |
| 10. | Félicité Thösz : 10 - Zahrr  | 00:49 |
| 11. | Les hommes sont venus        | 04:18 |

## Musiciens
- Christian Vander : batterie, percussions Chant, piano, claviers, glockenspiel
- Stella Vander : Chant, chœurs, tambourin
- Isabelle Feuillebois : Chœurs, grelots
- Hervé Aknin : Chœurs
- Sandrine Destefanis (Chœurs sur Les Hommes Sont Venus)
- Sylvie Fisichella (Chœurs sur Les Hommes Sont Venus)
- Marcus Linon (Chœurs sur Les Hommes Sont Venus)
- Benoît Alziary : vibraphone
- James Mac Gaw : guitare
- Bruno Ruder : piano
- Philippe Bussonnet : basse